# Trigana Air Service
Trigana Air Service là một hãng hàng không có trụ sở ở Jakarta, Indonesia.
Công ty bắt đầu hoạt động vào đầu năm 1991 với hai máy bay cánh cố định Beechcraft King Air B200C và đến cuối năm đó đã bổ sung thêm hai máy bay trực thăng Bell 412SP.
Trigana Air Service là hãng hàng không nằm trong danh sách các hãng hàng không bị Liên minh châu Âu cấm bay vào không phận các quốc gia Liên minh châu Âu với lý do hãng này không an toàn và không được cơ quan thẩm quyền Indonesia giám sát đầy đủ.
Hãng này đã có 14 sự cố an toàn kể từ năm 1992.

## Đội tàu bay

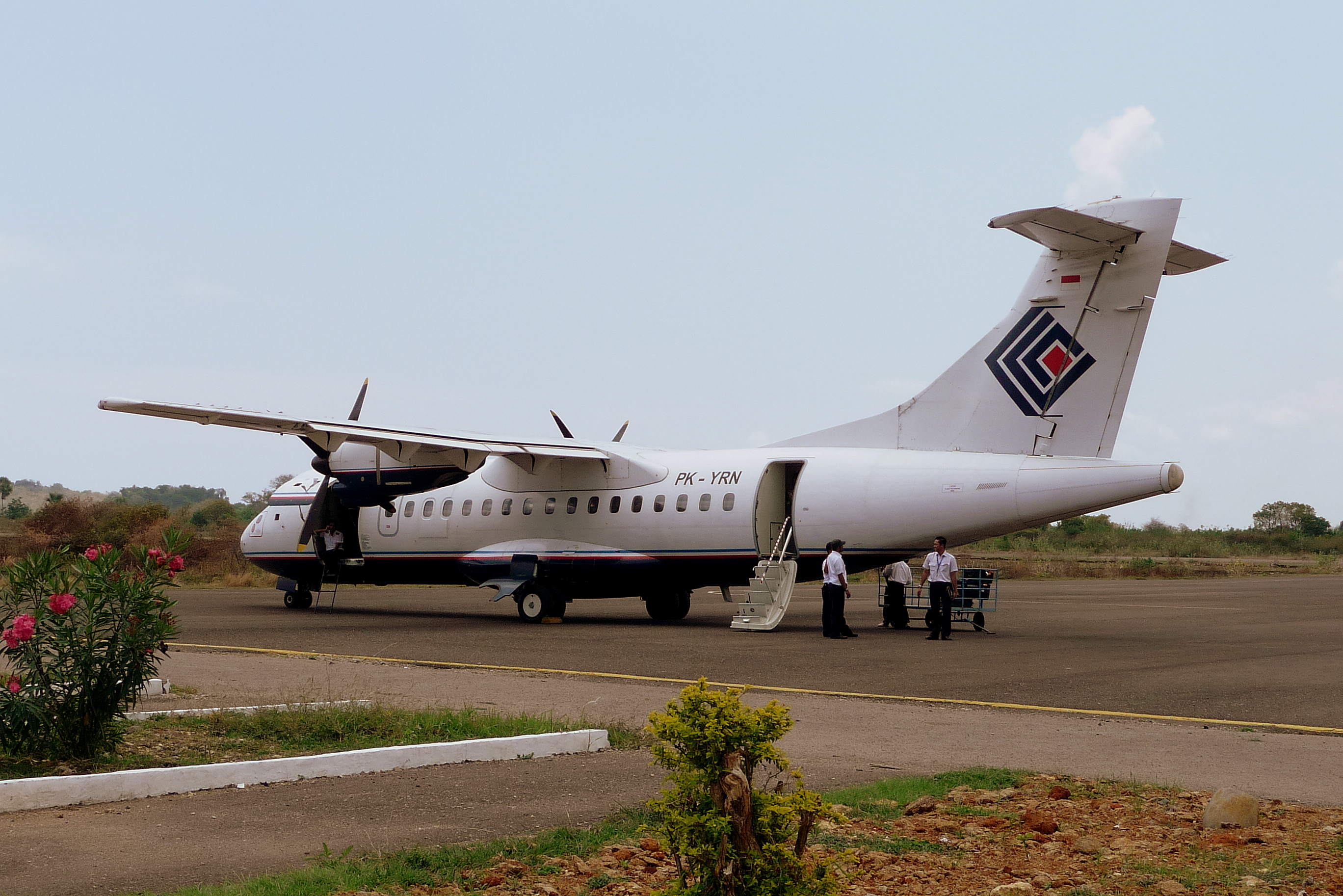
Một chiếc ATR 42 của Trigana Air ATR 42 tại sân bay Labuan Bajo, Indonesia. (2008) Chiếc máy bay này rơi ngày 16 tháng 8 năm 2015.

Thời điểm tháng 12 năm 2013, đội tàu bay của Trigana Air Service gồm các tàu bay sau:

## Tai nạn và sự cố
- Ngày 16/8/2015, chuyến bay 267 rơi 30 phút sau khi cất cánh từ sân bay Sentani đi Oksibil. Trên máy bay có 49 hành khách và 5 phi hành đoàn.